# グラン・エレガンス
ミュージカル・レビュー『グラン・エレガンス』は宝塚歌劇団の舞台作品。20場。
雪組公演。併演作品は『うたかたの恋』。

## 概要
※『宝塚歌劇100年史（舞台編）』の154ページを参照
麻実れいと遥くららが主な出演者。
「グラン・エレガンス（大いなる優雅さ）」をテーマとしたレビュー作品。
花組から異動してきた平みち、最初の雪組・大劇場公演の出演。

## 公演期間と公演場所
- 1983年5月13日 - 6月21日　宝塚大劇場
- （東京宝塚劇場では未公演）

## スタッフ
- 作・演出：岡田敬二
- 作曲・編曲：吉崎憲二、高橋城
- 編曲：橋本和明
- 音楽指揮：橋本和明
- 振付：喜多弘、岡正躬、司このみ、名倉佳代子
- 装置：大橋泰弘
- 衣装：任田幾英
- 照明：今井直次
- 音響：松永浩志
- 小道具：万波一重
- 効果：川ノ上智洋
- 合唱指導：橋本和明
- 演出助手：小池修一郎、石田昌也
- ヘア・デザイン：和田好弘
- 制作：武井泰治